# 太和殿 (順化皇城)
太和殿（越南语：／?）是位于越南古都顺化的大内区域内的一座宮殿，其為阮朝自嘉隆帝至保大帝的13位皇帝的登基之處，在封建時代此殿被视為越南的國家中心。

## 建造和修繕
建造和重修太和殿的過程主要分爲三大时期。每一时期都有建築及裝潢改進的較大的變換。嘉隆帝於1805年2月21日動工建造本殿，完成於當年10月。1833年明命帝重新規劃了大内的宮廷建築系统，其中包括遷移本殿到南面並增加装潢。1923年，启定帝時代，爲了給皇室準備1924年的四旬大慶典禮（越南语：／，皇帝40歲生日）而擴建了本殿。
經過以上所述的大修建及多次小維修，在成泰帝、保大帝時期及最近（1960年，1970年，1981年，1985年，1992年），太和殿發生了一些變化。古老的建築雖然有變化，但它的基本建築樣式仍保留了下來，尤其是建築結構、裝潢以及美術部份。

## 功能

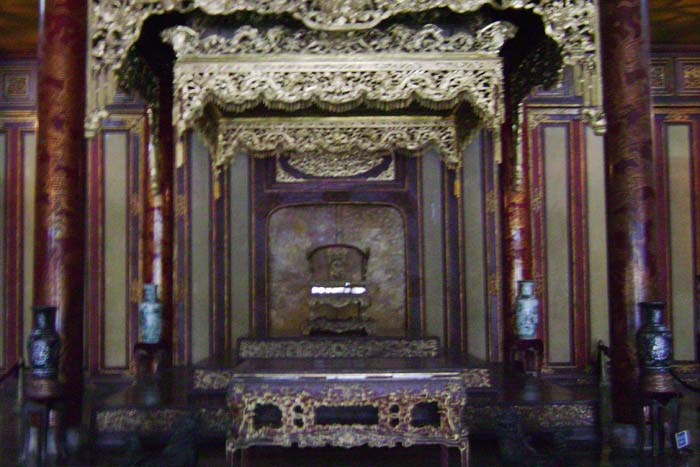
太和殿内的寶座

太和殿是越南阮朝皇帝權力的象徵，宮殿與朝院是朝廷舉行重要朝儀的地方，這些儀式包括：皇帝登基、皇帝的生日、迎接重要使臣，及每月兩次（農曆初一、十五日）舉辦的大朝儀。在此之際，皇帝威嚴地坐在寶座上，只有大學士和皇親國戚才能進殿謁見。其他官員都需在大朝院（越南语：／）從正一品至從九品排隊，文官站於左邊、武將站於右邊。從正一品至從九品的位階都記在朝院的兩行石標上，官員則根據石標的位置確定自己的站立地點。

## 建筑

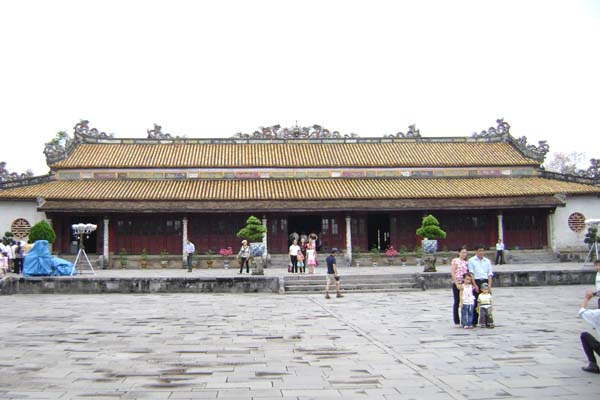
太和殿與大朝儀院

宮殿是重檐建築，用80根格柱支撐。上裝飾龍捲雲，象徵皇帝與君臣見面，是本殿的功能。前殿與後殿以螃蟹殼結構的屋頂連接起來。後殿的屋梁結構簡單，前殿的屋梁結構則較精巧，上覆的黃琉璃瓦，分爲三層重疊目的是為了減輕屋頂重量及房子高度的幻覺。太和殿為開間9間、進深7間的建筑，平面大體上為正方形。其形制與北京紫禁城的太和殿相仿，但規模較小。該建筑是由兩個單體建筑組合而成的連棟式建築。建築內部，用于抬高屋檐以確保內部空間的如斗拱之類的構造并不發達。
太和殿的建築及裝潢，有一些特別注意的是5以及9這兩個數字。這兩個數字不但出現於本殿的内外室裝潢，而且還出現於臺階。皇帝從紫禁城的大宮門（越南语：／?）往太和殿行走的過程中，要走上第一層的九級臺階以及第二層的五級臺階。殿前的第二拜亭及第一拜亭的臺階加起來等於九。站在大朝院往内看或從紫禁城往外看都會看到每座宮殿的屋簷上有9條不同姿勢的龍。內殿的寶座、寳傘都有裝飾9條龍。

### 引用
1. ↑  . . . 2006年4月. ISBN 4-8269-0127-5. 173頁